# Utagawa Kunitoshi (Ukiyo-e-Künstler, 1868)
Utagawa Kunitoshi (jap. 歌川国歳) war ein japanischer Ukiyo-e-Künstler, der von 1868 bis 1912 aktiv war.
Das ukiyoe binran, Handbuch der Ukiyoe-Künstler, von 1893 verzeichnet Kunitoshi als Schüler des Toyokuni III. (Utagawa Kunisada) und erwähnt, dass er ab der Genji- oder Keiō-Ära tätig gewesen sei.
Die japanische Wikipedia enthält eine Auflistung von sechs bekannten Arbeiten von seiner Hand. Darunter sind zwei Bilder schöner Frauen, bijin-ga, das Gemälde eines Geistes, zwei gemalte Handrollen mit Darstellungen von Feuerwehreinsätzen in Tokyo und ein Theaterplakat, das für eine kabuki-Aufführung wirbt. 

Weitere Daten über ihn oder Werke von ihm sind nicht bekannt.